# Шульбінськ
Шульбі́нськ (каз. Шүлбі) — селище у складі Жанасемейського району Абайської області Казахстану. Адміністративний центр та єдиний населений пункт Шульбінської селищної адміністрації.
Населення — 2853 особи (2021; 3149 у 2009, 4585 у 1999, 6514 у 1989).
Станом на 1989 рік селище мало статус селища міського типу.